# Австриадактиль
Австриадактиль (лат. Austriadactylus) — род птерозавров из грады рамфоринхов, найденный в триасовых отложениях (норийский ярус) на территории Австрии и Италии.
Род назвали в 2002 году Фабио Марко Далла Веккья с коллегами. Типовым и единственным видом является Austriadactylus cristatus. Название рода происходит от названия государства Австрия и греческого слова daktylos — палец, типичного окончания для большинства названий птерозавров. Видовое название переводится с латыни как «хохлатый», и дано из-за гребня на черепе. 

## Описание

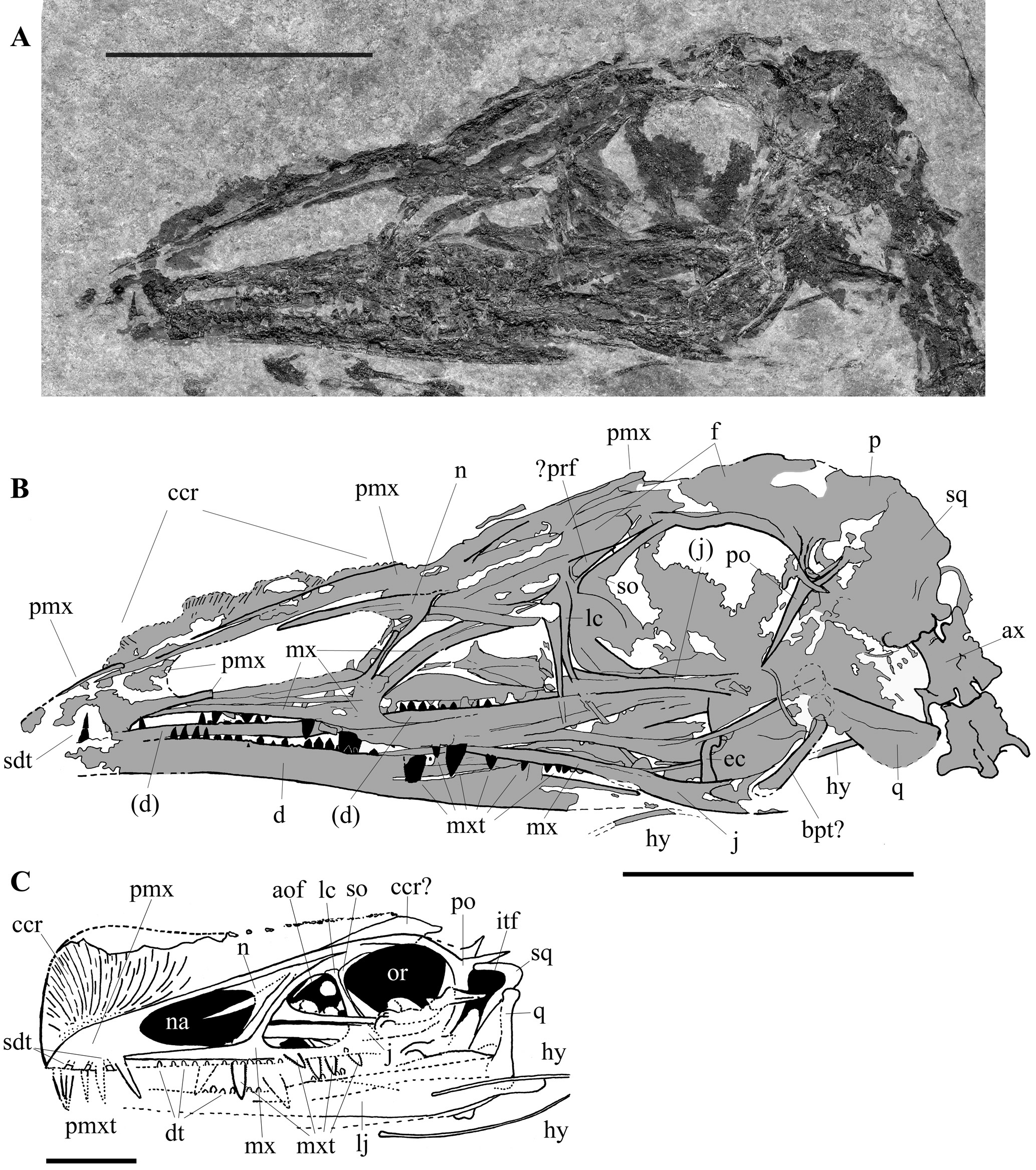
Череп

Род основан на голотипе SMNS 56342, разрушенном неполном скелете на плите, найденном в заброшенной шахте близ Ankerschlag в Тироле. Часть плиты вместе с некоторыми костями на ней была утеряна. Голотип включает череп с нижней челюстью, часть позвонков, фрагменты конечностей и таза, а также части хвоста. 
Удлинённый череп имел длину 11 см. Он нёс костяной гребень длиной 2 сантиметра, который расширялся по мере продвижения к морде. Треугольные ноздри образуют самые большие отверстия черепа. Предглазничные отверстия, также треугольные, намного меньше, чем глазницы. Зубы отличаются по форме и виду, создавая, таким образом, гетеродонтизм. Большинство зубов маленькие, трикуспидальные (с тремя вершинами). В передней части верхней челюсти пять больших загнутых зубов, сходящихся в одну точку, образуют пространство захвата; шесть или семь таких зубов также чередовались с более мелкими зубами ближе к задней части пасти. В верхней челюсти есть от 17 до 25 трикуспидальных зубов, общее число зубов всевозможных размеров достигало примерно 74. Определить количество зубов в нижней челюсти не представляется возможным. 
Гибкий хвост не имел остистых отростков-усилителей, которые имелись у прочих базальных птерозавров. Размах крыльев летающей рептилии оценивается в 120 сантиметров. 

## Систематика
В 2002 году исследователи отнесли Austriadactylus к птерозаврам incertae sedis, но некоторые более поздние анализы показали, что род был тесно связан с родами Campylognathoides и Eudimorphodon.
Исследование 2014 года Андреса, Кларка и Сина показало, что сестринским родом австриадактиля является преондактиль, и оба они вместе с семейством Eudimorphodontidae входят в кладу птерозавров Eopterosauria.